# Кюрзен, Янис Петрович
Янис Петрович Кюрзен (латыш. Jānis Ķurzēns; 20 февраля 1928 года, Рижский уезд, Латвия — 15 марта 1988 года, Рига, Латвийская ССР) — начальник производственно-диспетчерского отдела Рижского радиозавода имени А. С. Попова Министерства радиопромышленности СССР, Латвийская ССР. Герой Социалистического Труда (1966).

## Биография
Родился в 1928 году в одном из сельских населённых пунктов Рижского уезда.
В 1948 году окончил Рижский политехнический техникум. С 1949 по 1951 года трудился регулировщиком аппаратуры, слесарем на Рижском радиозаводе. С 1951 года — мастер, начальник ремонтного цеха, начальник производственно-диспетчерского отдела на этом же заводе. В 1957 году вступил в КПСС.
Внёс значительный вклад в разработку и производство различных моделей радиоаппаратуры советского производства, в частности радиоприёмников «Виктория», «Гауя», «Рига Т-689», «Рига Т-755», «Селга», «Фестиваль», радиол «Даугава» и «Сакта». Указом Президиума Верховного Совета СССР от 29 июля 1966 года удостоен звания Героя Социалистического Труда «за выдающиеся заслуги в выполнении плана 1959—1965 годов и создание новой техники» с вручением ордена Ленина и золотой медали Серп и Молот.
Избирался членом рижского Ленинского райкома Компартии Латвии.
После выхода на пенсию проживал в Риге.
Скончался в марте 1988 года. Похоронен на 2-м рижском Лесном кладбище.
Награды и звания
- Герой Социалистического Труда
- Орден Ленина
- Почётный работник промышленности средств связи СССР
- Почётный радист СССР.